# Клыктан
Клыктан — река Свердловской области, левый приток Серебряной, впадает в неё в 81 км от устья. Длина — 21 км, площадь водосбора 113 км².

## География
Исток у подножия горы Синяя (высшая точка хребта Синие Горы), в урочище Клыктан. Течёт преимущественно на запад, затем северо-запад вдоль границы Кушвинского городского округа и Горноуральского городского округа, затем Кушвинского ГО и МО «город Нижний Тагил». Русло сильно извилистое.